# Stahlenend 1 (Mönchengladbach)

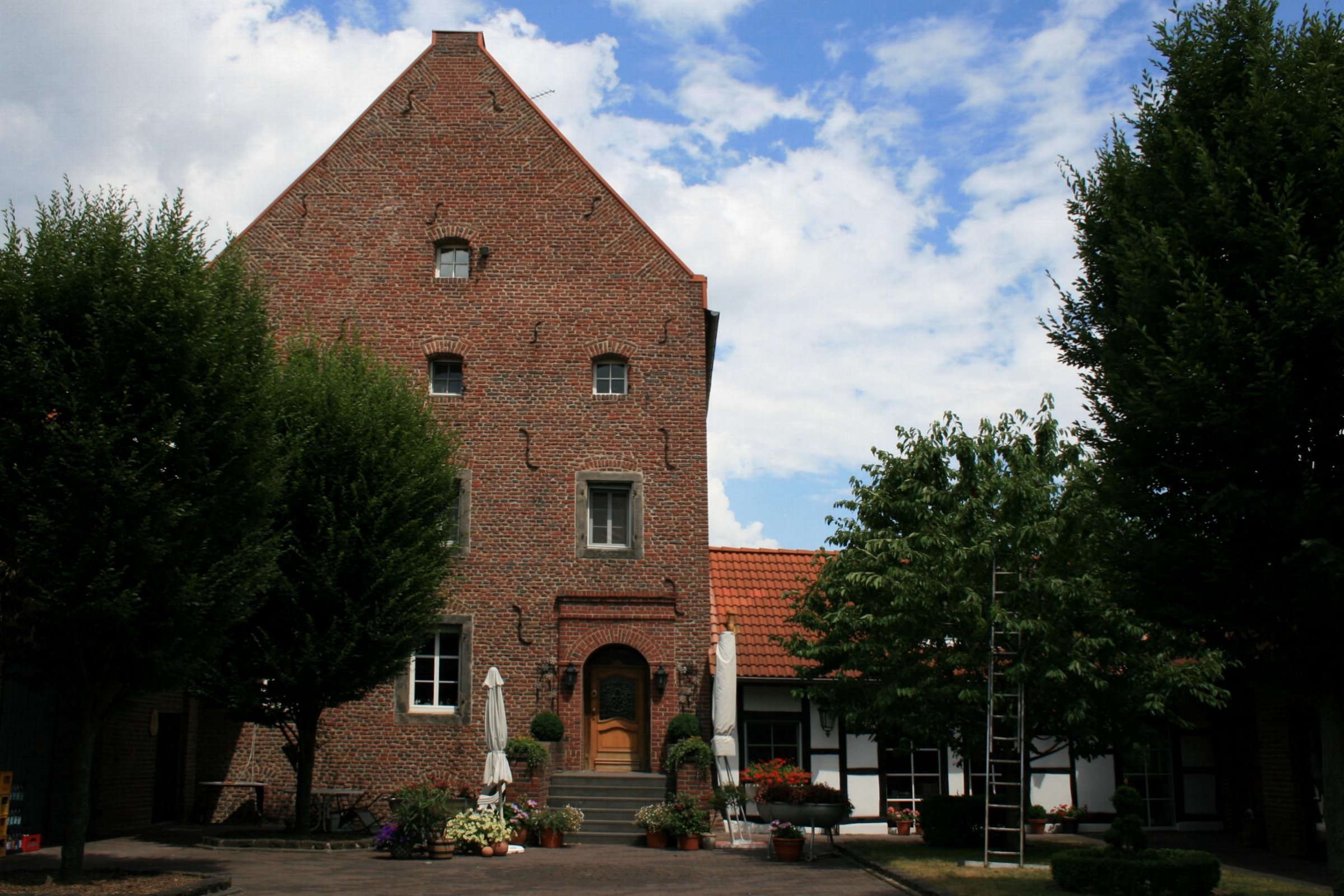
Ehemaliges Burghaus des Kappelshofes (2010)

Das ehemalige Burghaus des Kappelshofes Stahlenend 1 steht im Stadtteil Wanlo in Mönchengladbach (Nordrhein-Westfalen).
Das Gebäude wurde im 16./17. Jahrhundert erbaut und unter Nr. St 027 am 30. Januar 1992 in die Denkmalliste der Stadt Mönchengladbach eingetragen.

## Lage
Der Kappelshof liegt westlich der Terrassenkante in der Niersaue an der Landstraße von Wanlo nach Wickrathberg. 

## Architektur
Bei dem Gebäude handelt es sich um einen fünfgeschossigen,  dreiachsigen Backsteinbau unter steilem Satteldach mit überhöhten Giebelzonen. Alle Giebel- und Traufseiten mit mehreren Ankersplinten in S-Form. Das Objekt ist aus orts- und siedlungshistorischen sowie aus architektonischen Gründen als Baudenkmal schützenswert.